# NGC 4618
NGC 4618 (другие обозначения — IC 3667, ZWG 216.17, UGC 7853, KCPG 349A, MCG 7-26-37, VV 73, KUG 1239+414, Arp 23, PGC 42575) — магелланова спиральная галактика с перемычкой (тип по Вокулёру SBm) в созвездии Гончих Псов.
Этот объект входит в число перечисленных в оригинальной редакции «Нового общего каталога», а также включён в атлас пекулярных галактик.
Это один их крупнейших представителей магеллановых спиральных галактик, то есть галактик с единственным спиральным рукавом. 
В галактике обнаружен ультраяркий рентгеновский источник
В галактике в 1985 году наблюдалась вспышка сверхновой типа Ib, получившей обозначение SN 1985F.